# جان ویکری
جان ویکری (انگلیسی: John Vickery؛ زادهٔ ۴ نوامبر ۱۹۵۰) یک هنرپیشه اهل ایالات متحده آمریکا است.
او در فیلم کسب‌وکار بزرگ بازی کرده است.